# Nitcho
Nitcho (1257-1317): También conocido como Iyo-bo. Fue uno de los seis sacerdotes principales designados por Nichiren. 
Nació en la villa de Omosu en el distrito Fuji, provincia de Suruga, Japón. Después de la muerte de su padre, él junto a su madre fueron a vivir a Kamakura. Ella más tarde se casó con Toki Jonin, quien adopta Nitcho como su propio hijo. En 1267 Nitcho se convirtió en discípulo de Nichiren. Cuando Toki Jonin convirtió al templo Guho-ji, un templo de la escuela Tendaishū, a la enseñanza de Nichiren en 1277, Nitcho se convirtió en el primer sacerdote encargado del mismo. Durante la persecución de Atsuhara, a pedido de Nichiren, Nitcho resguardo a Nisshu y Nichiben, sacerdotes que habían sido expulsados del templo Ryusen-ji. Después de la muerte de Nichiren, Toki Jonin parece haber destituido a Nitcho como sacerdote a cargo de Guho-ji (las fuentes no son claras y en algunos casos son contradictorias con respecto a esto). En 1291 Nitcho se declaró a sí mismo como un sacerdote de la escuela Tendai desasociado de Nichiren y su enseñanza. Pero en 1302 regresó a la enseñanza de Nichiren apoyando y atendiendo a Nikko en el seminario de Omosu.